# Żegocino
Żegocino (niem. Segenthin) – wieś w Polsce położona w województwie zachodniopomorskim, w powiecie sławieńskim, w gminie Malechowo. W latach 1975–1998 miejscowość administracyjnie należała do województwa koszalińskiego.
12 lipca 2007 roku miejscowość stała się wsią sołecką.

## Zabytki
- park pałacowy, pozostałość po  pałacu[4].